# Filmåret 1963

## Händelser

### Februari
- 11 februari – Filmen Nattvardsgästerna i regi av Ingmar Bergman har premiär.

### Mars
- 6 mars – Sverige inför en filmreform som slopar nöjesskatten på biobiljetterna, och i stället går 10 % av intäkterna till nyinrättade Svenska Filminstitutet som skall stödja produktionen av så kallad "kvalitetsfilm".[1]

### September
- 23 september – Filmen Tystnaden i regi av Ingmar Bergman har premiär.

### Oktober
- 12 oktober – Årets Åsa-Nissefilm heter Åsa-Nisse och tjocka släkten.

## Academy Awards/Oscari urval (komplett lista)
| Kategori                   | Vinnare                                   |
| -------------------------- | ----------------------------------------- |
| Bästa film:                | Tom Jones                                 |
| Bästa regi:                | Tony Richardson (Tom Jones)               |
| Bästa manliga huvudroll:   | Sidney Poitier (Liljorna på marken)       |
| Bästa kvinnliga huvudroll: | Patricia Neal (Vildast av dem alla)       |
| Bästa manliga biroll:      | Melvyn Douglas (Vildast av dem alla)      |
| Bästa kvinnliga biroll:    | Margaret Rutherford (Hotel International) |
| Bästa utländska film:      | 8 ½ (Otto e mezzo) (Italien)              |

## Årets filmer

### Siffror i början av titeln
- 8 ½

### A - G
- Les Abysses[2]
- Adam och Eva
- Agent 007 ser rött
- Amerika, Amerika
- Betjänten[3]
- Bye Bye Birdie
- Charade
- Den gula bilen
- Den lille soldaten
- Den stora flykten
- Det spökar på Hill House
- Det är hos mig han har varit
- Ensam stjärna
- Flipper
- Fåglarna
- Föraktet

### H - N
- Jagad av agenter
- Korpen
- Kurragömma
- Mordvapen till salu
- Nattvardsgästerna
- Nongnu

### O - U
- Pappas väninnor
- Pepparkarameller
- Prins Hatt under jorden
- Protest
- Steg för steg
- Sten Stensson kommer tillbaka
- Tag mitt liv
- Tom Jones
- Tre dar i buren
- Tystnaden

### V - Ö
- Åsa-Nisse och tjocka släkten[4]
- Änglabukten

## Födda
- 11 januari – Jason Connery, brittisk skådespelare.
- 14 januari – Steven Soderbergh, amerikansk filmregissör.
- 24 januari – Peter Wahlbeck, svensk komiker, författare, manusförfattare och skådespelare.
- 21 februari – William Baldwin, amerikansk skådespelare.
- 28 februari – Mats Rudal, svensk skådespelare.
- 15 mars – Gregory Nicotero, amerikansk skådespelare och makeupexpert.
- 16 mars – Kevin Smith, nyzeeländsk skådespelare
- 18 mars – Vanessa Williams, amerikansk sångerska, skådespelare och fotomodell.
- 20 mars – David Thewlis, brittisk skådespelare.
- 27 mars
  - Quentin Tarantino, amerikansk filmregissör, skådespelare och manusförfattare.
  - Xuxa, eg. Maria da Graça Meneghel, amerikansk-brasiliansk skådespelare, TV-programledare, strippa och porrskådespelare.
- 4 april – Ulrika Paulson, svensk skådespelare.
- 8 april – Julian Lennon, brittisk musiker, kompositör och skådespelare, son till John Lennon.
- 10 april – Dimitris Starovas, grekisk skådespelare.
- 26 april – Jet Li, kinesisk skådespelare.
- 1 maj – Bente Hjelm, svensk radiopratare, låtskrivare, sångerska, skådespelare och ståuppkomiker.
- 8 maj – Michel Gondry, fransk filmregissör.
- 9 maj – Gary Daniels, brittisk skådespelare.
- 13 maj – Michael Hjorth, svensk regissör, manusförfattare och filmproducent.
- 25 maj – Mike Myers, kanadensisk skådespelare.
- 3 juni – Mi Ridell, svensk skådespelare.
- 4 juni – Björn Kjellman, svensk skådespelare.
- 6 juni
  - Jason Isaacs, brittisk skådespelare.
  - Anthony Starke, amerikansk skådespelare.
- 9 juni – Johnny Depp, amerikansk skådespelare.
- 10 juni – Jeanne Tripplehorn, amerikansk skådespelare.
- 11 juni – Magnus Roosmann, svensk skådespelare.
- 15 juni – Helen Hunt, amerikansk skådespelare.
- 17 juni – Greg Kinnear, amerikansk skådespelare.
- 21 juni – Jesper Danielsson, svensk produktionsassistent, regiassistent och ljudläggare.
- 25 juni – Jackie Swanson, amerikansk skådespelare.
- 5 juli – Edie Falco, amerikansk skådespelare.
- 11 juli – Lisa Rinna, amerikansk skådespelare.
- 15 juli – Brigitte Nielsen, dansk fotomodell och skådespelare.
- 19 juli – Kristina Törnqvist, svensk skådespelare.
- 30 juli – Lisa Kudrow, amerikansk skådespelare, känd från TV-serien Vänner
- 9 augusti – Whitney Houston, amerikansk sångerska och skådespelare.
- 11 augusti – Pierre Johnsson, svensk stuntman och skådespelare.
- 15 augusti – Anders Nilsson, svensk regissör, manusförfattare och fotograf.
- 28 augusti – Jennifer Coolidge, amerikansk skådespelare.
- 19 september – Mats Långbacka, finlandssvensk skådespelare, manusförfattare och producent.
- 24 september – Peter Engman, svensk skådespelare.
- 25 september
  - Tate Donovan, amerikansk skådespelare.
  - Mikael Persbrandt, svensk skådespelare.
- 26 september – Lysette Anthony, brittisk skådespelare.
- 6 oktober – Elisabeth Shue, amerikansk skådespelare.
- 14 oktober – Maria Lundqvist, svensk skådespelare.
- 25 oktober – Stina Rautelin, finlandssvensk skådespelare.
- 2 november – Jonas Gardell, svensk författare, manusförfattare, komiker och skådespelare.
- 5 november – Tatum O'Neal, amerikansk skådespelare.
- 18 november – Gerhard Hoberstorfer, svensk skådespelare, sångare och dansare.
- 14 december – Cynthia Gibb, amerikansk skådespelare.
- 18 december – Brad Pitt, amerikansk skådespelare.
- 19 december
  - Jennifer Beals, amerikansk skådespelare.
  - Til Schweiger, tysk skådespelare.
- 21 december – Govinda, indisk skådespelare och politiker.

## Avlidna
- 2 januari
  - Jack Carson, amerikansk skådespelare.
  - Dick Powell, amerikansk skådespelare och sångare.
- 5 januari – Erik Strandmark, svensk skådespelare.
- 19 januari – Gösta Gustafson, svensk skådespelare.
- 16 februari – Else Jarlbak, dansk skådespelare.
- 5 mars – Ludvig Gentzel, svensk skådespelare och sångare.
- 27 april – Erik Berglund, svensk regissör och skådespelare.
- 1 maj – Arthur Hilton, svensk operadirektör och skådespelare.
- 8 juni – Sickan Castegren, finlandssvensk skådespelare.
- 5 augusti – Ragnar Brandhild, svensk fotograf, ateljéchef, inspicient och filmproducent.
- 17 augusti – Richard Barthelmess, amerikansk skådespelare.
- 6 december – Ivar Johansson, svensk regissör och manusförfattare.

### Fotnoter
1. ↑  Sverige 1900-talet – 1963, NE, Bra Böcker, 2000
2. ↑  IMDB, läst 23 april 2012
3. ↑  IMDB, läst 23 april 2012
4. ↑  IMDB, läst 1 mars 2012